# Освульф
Освульф (давн-англ. Oswulf, Osulf; ? — 24 липня 759) — король Нортумбрії у 758—759 роках.

## Життєпис
Походив з роду Леодвальдінгів, молодшої гілки династії Еоппінгів. Син Едберта, короля Нортумбрії. Про дату народження нічого невідомо. У 758 році його батько зрікся влади на користь Освульфа. Втім через молодість він не мав авторитету серед знаті й військовиків. У 759 році в Маркет-Вейтон короля вбили заколотники, яких підбурив Етелвалд Молл, що став новим володарем Нортумбрії. 

## Родина
- Ельфвалд (д/н—788), король у 779—788 роках